# Max von Ketelhodt
Maximilian Raimund Ferdinand Freiherr von Ketelhodt (* 16. November 1843 in Rudolstadt; † 18. Februar 1907 in Behringen bei Stadtilm) war ein deutscher Rittergutsbesitzer und Verwaltungsjurist.

## Leben
Max von Ketelhodt war der älteste Sohn des Fürstlich Schwarzburg-Rudolstädter Kammerherrn, Geheimen Rats und Präsidenten des Finanzkollegiums Johann Albert von Ketelhodt und seiner Frau Thekla, geb. von Ketelhodt (1817–1888). Er studierte ab 1862 Rechtswissenschaften an der Universität Göttingen und wurde dort Mitglied des Corps Hannovera Göttingen. Zum Sommersemester 1864 bezog er die Universität Rostock und schloss dort sein Studium ab.
Er trat 1866 als Amtsauditor in Dargun in den Verwaltungsdienst von Mecklenburg-Schwerin und bestand 1869 das Richterexamen. Danach wurde er nach Crivitz versetzt.

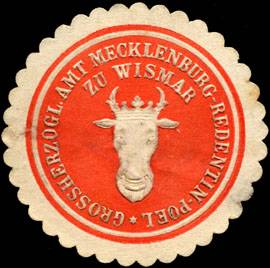
Siegelmarke des Amtes Mecklenburg – Redentin – Poel

Er durchlief die Verwaltungslaufbahn im Großherzogtum und war von 1887 bis 1901 Amtshauptmann (Drost) im Amt Mecklenburg-Redentin-Poel mit dem Sitz in Wismar.
Ihm gehörte das ererbte Rittergut der Familie in Behringen bei Stadtilm. Damit verbunden war das zeremonielle Amt als Erbschenk der gefürsteten Grafschaft Henneberg.

## Auszeichnungen
- Hausorden der Wendischen Krone Ritterkreuz (30. Juni 1901)[5]
- Gedächtnismedaille Friedrich Franz III.[6]
- Königlicher Kronen-Orden (Preußen) IV. Klasse[6]